# Claviger elysius
Claviger elysius – chrząszcz z rodziny kusakowatych, podrodziny Pselaphinae.

## Występowanie
Występuje w Grecji i Bułgarii.